# Вулиця Бевза (Вінниця)
Вулиця Івана Бевза бере початок на перехресті з проспектом Коцюбинського та закінчується на перетині вулиць Вінниченка та площі Перемоги. На вулиці розташовані Музей-садиба М. Коцюбинського та виставкова зала в якій в 70 роках, в радянські часи була міська бібліотека. В часи Другої світової війни в 1942-44 році в приміщені музею був штаб підпільників під керівництвом Івана Бевза.